# Sabujo da Ístria de pelo duro
A sabujo da Ístria de pelo duro[Nota] (em croata: istarski ostrodlaki gonic) é uma raça da região da Ístria, península da Eslovênia, junto a Croácia. Este sabujo foi desenvolvido através do cruzamento entre seu parente de pêlo liso e o basset griffon vendéen, o que lhe rendeu uma pelagem mais densa e resistente ao frio. Considerado um cão surpreendente, tornou-se mais comum como cão de companhia que como farejador. De adestramento considerado moderado, pode chegar a pesar 24 kg.